# Calomys callosus
La laucha campestre (Calomys callosus) es una especie de roedor de la familia Cricetidae propia de Sudamérica. Se encuentra en Argentina, Bolivia, Brasil y Paraguay.
Es particularmente notable como transmisor de la fiebre hemorrágica boliviana.